# ایکه‌بوکورو

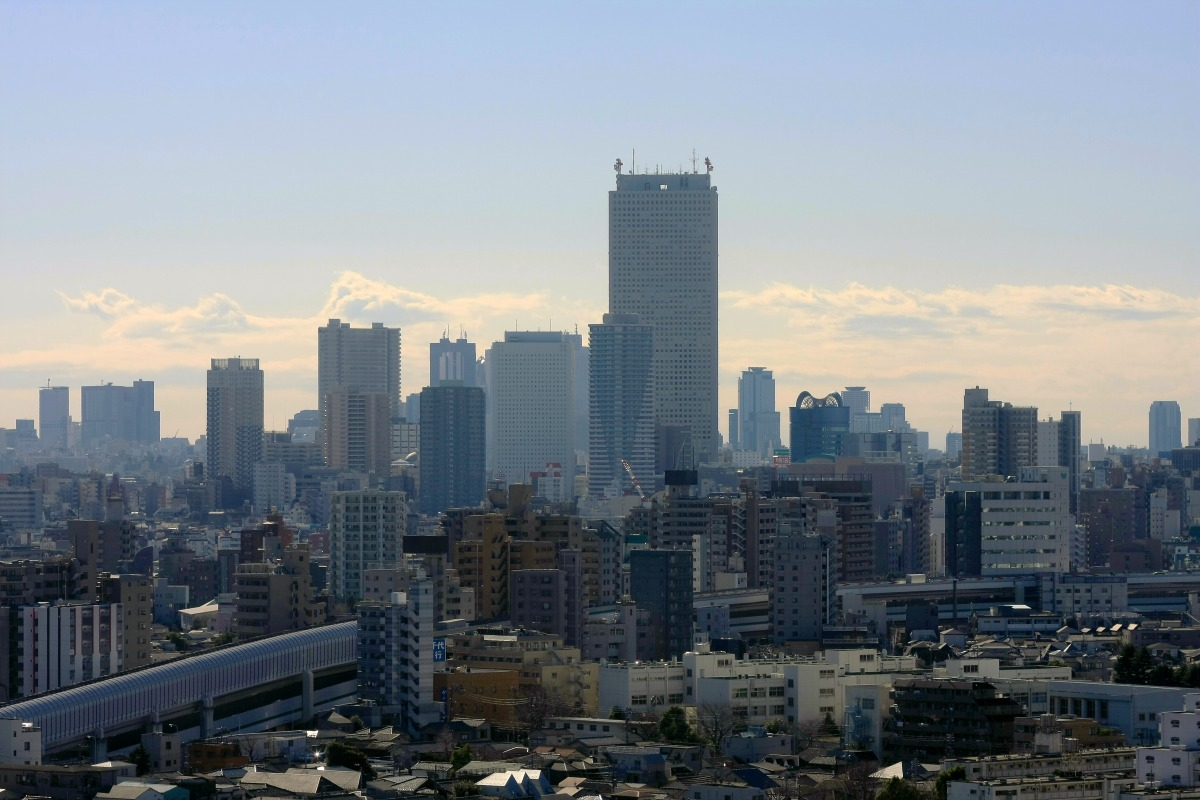
آسمانخراش‌های ایکه‌بوکورو در توکیو

ایکه‌بوکورو (به ژاپنی: 池袋 Ikebukuro) در منطقهٔ توشیما در توکیو پایتخت ژاپن واقع شده‌است. ایکه بوکورو در کنار شینجوکو و شیبویا یکی از سه ایستگاه بزرگ خط یامانوته در مرکز توکیواست. بهترین راه رسیدن به ایکه بوکورو استفاده از خطوط جی‌آر و خط یامانوته می‌باشد. خط مارونواوچی متعلق به متروی توکیو نیز در ایکه‌بوکورو توقف دارد.

## نگارخانه

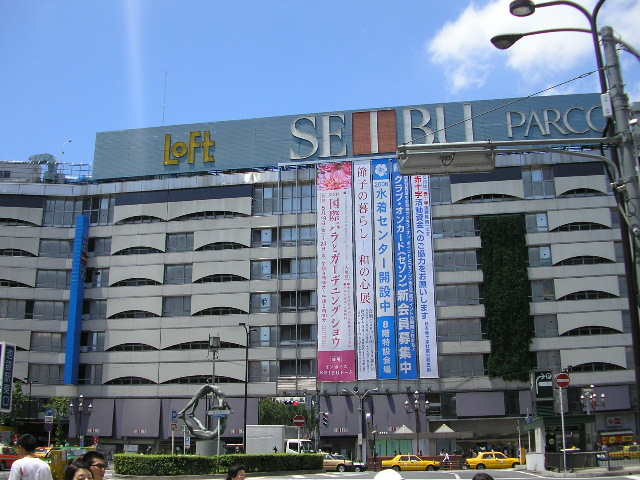
فروشگاه بزرگ سیبو در ایکه‌بوکورو
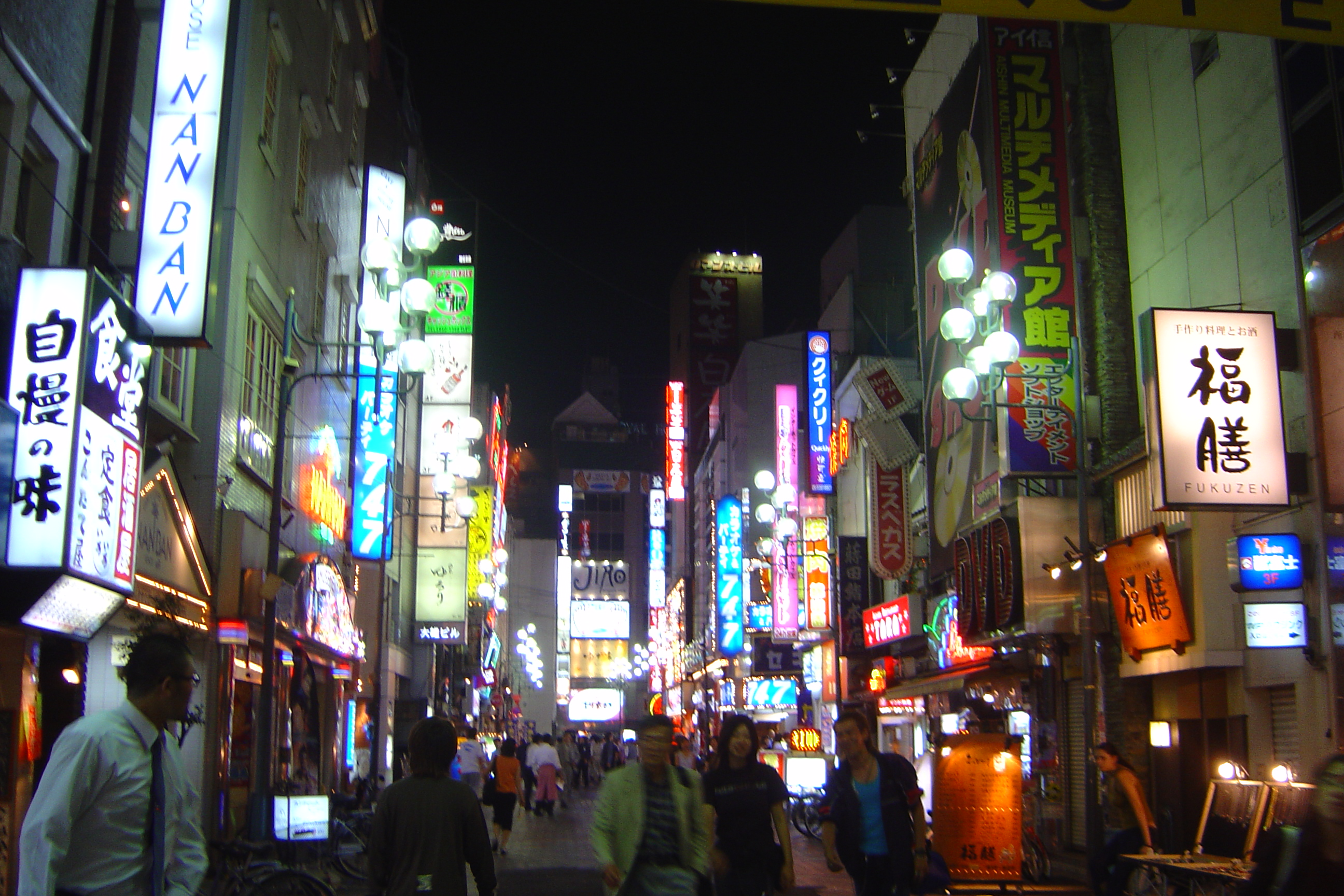
ایکه‌بوکورو